# Borgomale
Borgomale (piemontiul: Bërgomà vagy Borgomà) település Olaszországban, Piemont régióban, Cuneo megyében. Lakosainak száma 376 fő (2023. január 1.). Borgomale Alba, Benevello, Bosia, Castino, Lequio Berria és Trezzo Tinella községekkel határos.

## Népesség
A település népességének változása:
| Lakosok száma | 383  | 388  | 376  |
|               | 2017 | 2018 | 2023 |